# Варфоломеева, Нина Михайловна
Нина Михайловна Варфоломеева (род. 17 января 1941) — передовик советского совхозного производства, общественник. Герой Социалистического Труда.

## Биография
Родилась 17 января 1941 года в селе Вороново (на территории современного Кожевниковского района Томской области). Член КПСС.
В 1957—1996 годах — доярка совхоза имени XXI съезда КПСС Кожевниковского района Томской области.
Указом Президиума Верховного Совета СССР от 23 декабря 1976 года присвоено звание Героя Социалистического Труда с вручением ордена Ленина и золотой медали «Серп и Молот».
Избирался депутатом Верховного Совета РСФСР 7-го и 8-го созывов. Делегат XXIV съезда КПСС.
Живёт в Томске.